# 1473 Ounas
1473 Ounas (1938 UT) là một tiểu hành tinh vành đai chính được phát hiện ngày 22 tháng 10 năm 1938 bởi Y. Vaisala ở Turku.